# Армянская ящерица
Армянская ящерица (лат. Darevskia armeniaca) — вид ящериц из рода Скальных ящериц семейства Настоящих ящериц.
Синоним Lacerta armeniaca (Méhely, 1909), ранее вид включался в род Зелёные ящерицы.
Вид партеногенетический, все особи являются самками, которые имеют диплоидный набор хромосом. Вид возник в результате межвидовой гибридизации двух родительских видов — Darevskia valentini и D. mixta. 
Армянская ящерица распространена в горах на северо-западе и севере Армении, прилегающих районах южной Грузии и западного Азербайджана. В 1967 году вид был в научных целях интродуцирован на Украину, где образовал устойчивую популяцию в скальном каньоне реки Тетерев в Житомирской области.
Численность вида высока и стабильна.

## Галерея

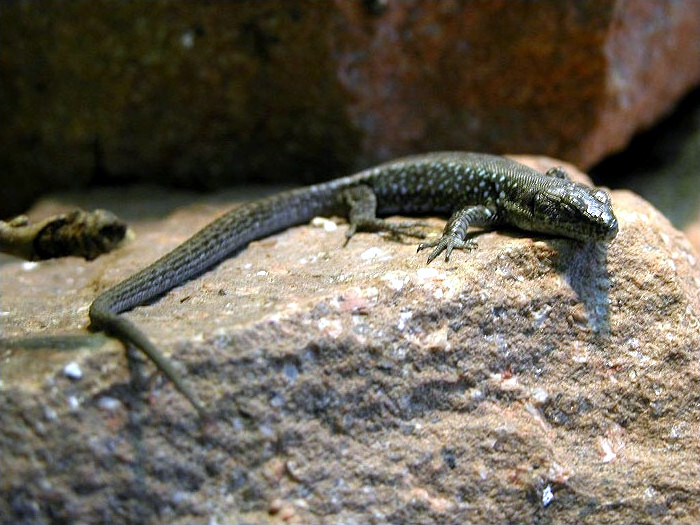
Армянская ящерица